# Erebus obscura
Erebus obscura är en fjärilsart som beskrevs av Alfred Ernest Wileman 1915. Erebus obscura ingår i släktet Erebus och familjen nattflyn. Inga underarter finns listade i Catalogue of Life.